# Thử nghiệm chuyển hướng tiểu hành tinh đôi

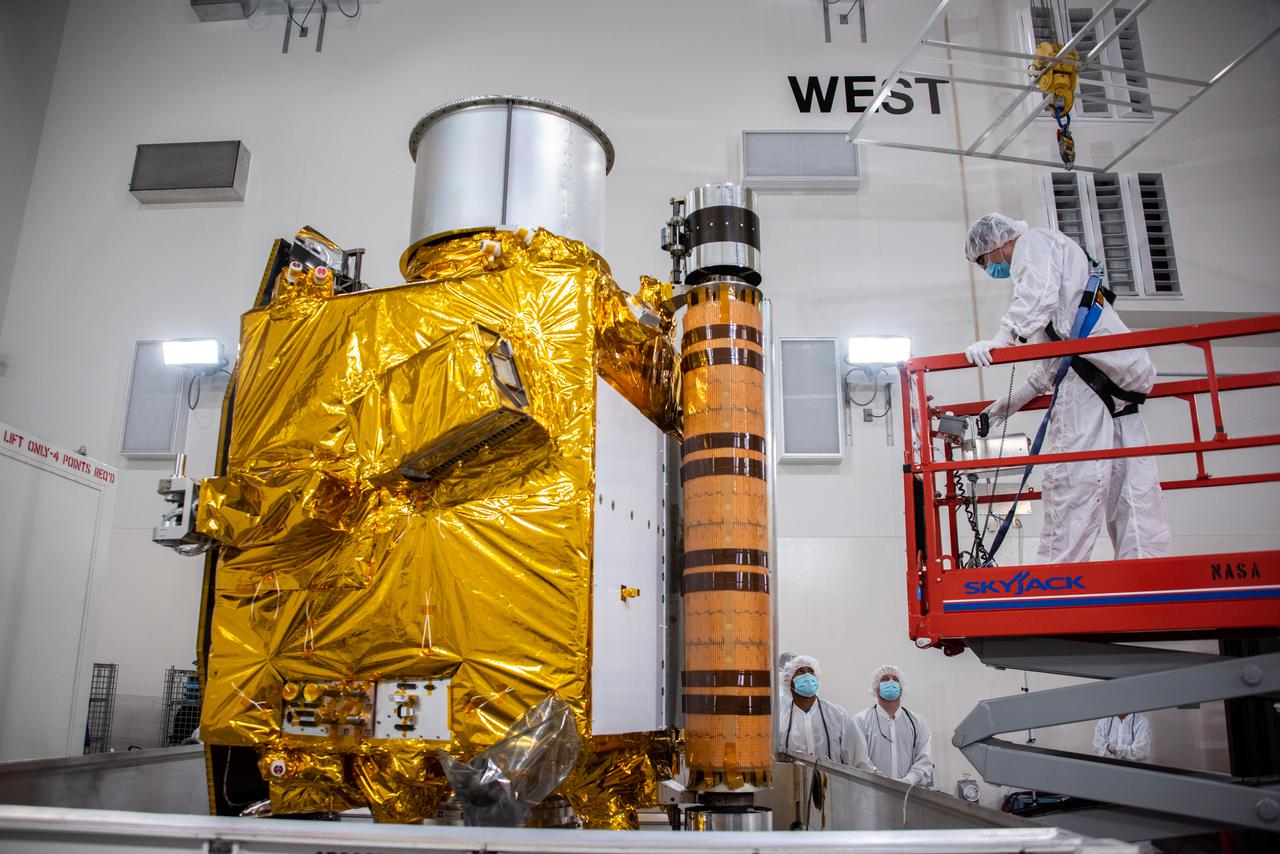
DART

Double Asteroid Redirection Test (viết tắt tiếng Anh: DART) (Thử nghiệm chuyển hướng tiểu hành tinh kép) là một chuyến bay không gian của NASA nhằm thử nghiệm phương pháp bảo vệ hành tinh trước các vụ va chạm của các vật thể gần Trái Đất. Tàu không gian sẽ cố tình đâm vào tiểu hành tinh đôi Didymos để kiểm tra xem liệu động năng của một cú va chạm tàu vũ trụ có thể làm chệch hướng thành công một tiểu hành tinh khi va chạm với Trái Đất hay không. DART là một dự án hợp tác giữa NASA và Phòng thí nghiệm Vật lý Ứng dụng Johns Hopkins, do Văn phòng Điều phối Phòng thủ Hành tinh của NASA quản lý, với một số phòng thí nghiệm và văn phòng NASA cung cấp hỗ trợ kỹ thuật.
Các đối tác quốc tế, chẳng hạn như các cơ quan vũ trụ của Châu Âu, Ý và Nhật Bản, đang đóng góp vào các dự án liên quan hoặc tiếp theo. Vào tháng 8 năm 2018, NASA đã phê duyệt dự án để bắt đầu giai đoạn thiết kế và lắp ráp cuối cùng. Chuyến bay DART được tên lửa đẩy Falcon 9 của SpaceX phóng lên không gian vào lúc 06:21:02 giờ UTC ngày 24 tháng 11 năm 2021, vụ va chạm diễn ra vào ngày 26 tháng 9 năm 2022.

## Video và hình ảnh

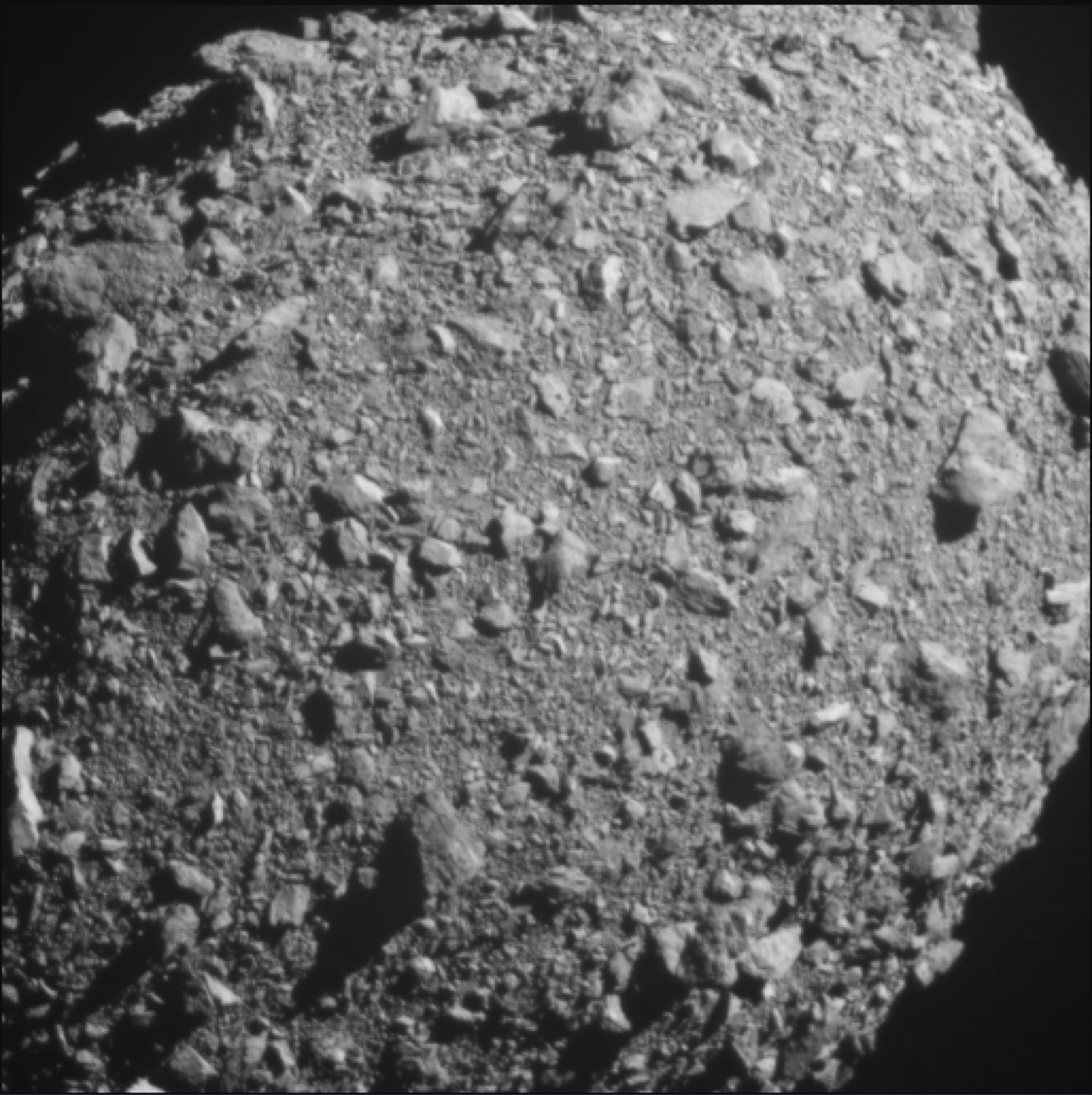
Ảnh chụp cắt từ clip